# Sertularella similis
Sertularella similis är en nässeldjursart som beskrevs av John Fraser 1948. Sertularella similis ingår i släktet Sertularella och familjen Sertulariidae. Inga underarter finns listade i Catalogue of Life.